# Lovel Palmer
Lovel Palmer (Mandeville, 30 augustus 1984) is een Jamaicaans voetballer. Hij verruilde in 2014 Real Salt Lake voor Chicago Fire.

## Clubcarrière
Palmer speelde van 1999 tot 2010 bij het Jamaicaanse Harbour View waarmee werd hij in 2000, 2007 en 2010 kampioen van de Jamaican National Premier League werd. In 2004 werd hij uitgeleend aan W Connection uit Trinidad en Tobago waar hij 11 competitiewedstrijden speelde en twee doelpunten maakte. In februari 2009 had Palmer een onsuccesvolle stage bij het Noorse IK Start. Op 19 maart 2010 tekende Palmer bij het Amerikaanse Houston Dynamo. Op 2 april 2010 maakte hij tegen Real Salt Lake zijn competitiedebuut voor Houston Dynamo. Op 17 april 2010 maakte hij tegen Chivas USA zijn eerste competitiedoelpunt voor Houston.
Op 21 juli 2011 werd Palmer samen met Mike Chabala naar Portland Timbers gestuurd inruil voor Adam Moffat. Op 3 december 2012 werd bekend dat Portland Palmer's contract niet zou verlengen en daarom nam hij deel aan de MLS Re-Entry Draft 2012 waarin hij geselecteerd werd door Real Salt Lake. In één seizoen bij Real Salt Lake speelde hij in zeventien competitiewedstrijden. Hij was invaller in de MLS Cup finale in 2013 waarin Real Salt Lake het opnam tegen Sporting Kansas City. Na reguliere speeltijd en verlenging stond het nog steeds 1-1 waardoor penalty's de winnaar moesten bepalen. Palmer schoot zijn penalty tegen de lat waardoor Sporting Kansas City zich als kampioen van de MLS liet kronen. Op 13 december 2013 werd Palmer naar Chicago Fire gestuurd. Daar maakte hij op 9 maart 2014 tegen Chivas USA zijn debuut.

## Interlandcarrière
Op 20 april 2005 maakte Palmer zijn debuut voor Jamaica.